# Imago (eksperimentalfilm)
Imago er en dansk eksperimentalfilm fra 1997 instrueret af Karen Thastum efter eget manuskript.

## Handling
En eksperimenterende dansevideo. Et kredsløb af erindring i et nu: historien, murene, maskinerne forbundet af magiske forvandlinger. Filmen foregår i et rum i evig forandring, illusionen om at være til opløser sig. Et filmisk eksperiment med butohdanseren Yoimiko Yoshiba skabes i en usædvanlig location i en silo i ex-DDR. En syntese af rum, diaslys, lyd og krop i bevægelse.